# Andrea Henkel

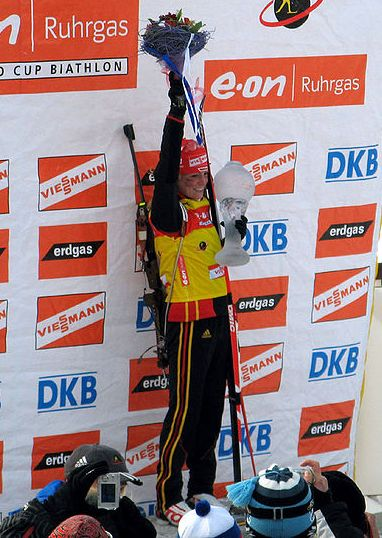
Andrea Henkel

Andrea Henkel, född 10 december 1977 i Ilmenau, Thüringen, Östtyskland, är en tysk  skidskytt. Hon är till yrket militär och är yngre syster till längdåkaren Manuela Henkel. Henkel började som längdskidåkare men specialiserade sig senare på skidskytte. Sedan säsongen 1998/99 har Henkel varit medlem i det tyska skidskyttelandslaget. Efter ett antal topptio-placeringar kunde hon vinna sin första världscupseger 1999. 2006/07 stod hon som totalsegrare i Världscupen.

## Meriter

### Olympiska vinterspel
- 2002: 
  - Distans – guld
  - Stafett – guld
- 2006: Stafett - silver
- 2010: Stafett - brons

### Världsmästerskap
- 2000: Stafett – silver
- 2001: Stafett – silver
- 2005: 
  - Distans – guld
  - Stafett – silver
- 2007:
  - Masstart - guld
  - Stafett - guld
- 2008:
  - Sprint - guld
  - Jaktstart - guld
  - Stafett - guld
- 2009:
  - Stafett - silver
  - Mixstafett - brons
- 2011:
  - Mixstafett - silver
  - Stafett - guld
- 2012:
  - Stafett - guld
  - Mixstafett - brons
- 2013: 
  - Distans – silver

### Världsmästerskap, juniorer
- 1997: 
  - Sprint - guld
  - Stafett - silver
  - Lag - brons
- 1996:
  - Distans - guld
  - Stafett - guld
  - Lag - guld
- 1995:
  - Stafett - silver
- 1994:
  - Sprint - brons
  - Stafett - silver

### Världscupen
- Världscupen totalt
  - 2000: 5:a
  - 2001: 5:a
  - 2007: 1:a
- Världscupen, delcuper
  - 2001: 
    - Distans 4:a
    - Jaktstart 5:a

  - 2002: 
    - Distans 4:a

  - 2007:
    - Distans 1:a
    - Sprint 3:a
    - Jaktstart 3:a

  - 2008:
    - Jaktstart 2:a
- Världscuptävlingar: 16 segrar (5 feb 2012)